# Mashonaland oriental
Le Mashonaland oriental est une province du Zimbabwe. Sa capitale est la ville de Marondera.
Il couvre une superficie de 32 230 km2. Sa population s'élevait à 1 366 532 habitants en 2017.

## Districts
Le Mashonaland oriental est divisé en 8 districts :
- District de Chikomba
- District de Goromonzi
- District de Marondera
- District de Mudzi
- District de Murehwa
- District de Mutoko
- District de Seke
- District de Wedza